# ドレスコーズ
ドレスコーズ（the dresscodes）は、日本のロックバンド。所属レコードレーベルはキングレコードの内部レーベル・EVIL LINE RECORDS。

## 概要
2012年、毛皮のマリーズのボーカルだった志磨遼平を中心に結成。当初は志磨と丸山康太、菅大智、山中治雄による4人組ロックバンドだったが、2014年9月24日、『Hippies E.P.』リリースを以てバンド編成での活動を終了。以降、志磨のソロプロジェクトとなり、メンバーはライブやレコーディング毎に流動的に入れ替わるようになる。

## 来歴
2012年
1月1日未明、東高円寺U.F.O.CLUBでのカウントダウンパーティーに志磨遼平と丸山康太、菅大智が「ドレスコーズ」名義で飛び入り出演、カバー数曲と新曲を披露（この日のみ、志磨がベースを兼任）。
2月29日にベースの山中治雄が加入し、4月1日にドレスコーズ結成が正式にアナウンスされる。
7月11日、日本コロムビアよりシングル『Trash』でデビュー。同曲は山下敦弘監督作品『苦役列車』（東映）主題歌となる。
12月5日、1stアルバム『the dresscodes』をリリース。
12月31日、“COUNTDOWN JAPAN 12/13”に出演。
2013年
1月～3月、1stアルバム『the dresscodes』を携え、初の全国ツアーとなる“the dresscodes TOUR “1954””（全11公演）を開催。
4月から10月にかけてツーマンライブ企画【VS SERIES】を断続的に敢行し、ZAZEN BOYS、OKAMOTO'S、浅井健一&Bad Teacher Kill Club、tricot、赤い公園、OGRE YOU ASSHOLE、locofrankとそれぞれ対バンを行う。
8月4日、“ROCK IN JAPAN FESTIVAL 2013”に出演し、PARK STAGEのトリを務める。
8月14日、2ndシングル『トートロジー』（アニメ『トリコ』（フジテレビ系）主題歌）をリリース。
11月6日、2ndアルバム『バンド・デシネ』をリリース。志磨自らが監督した収録曲「ゴッホ」のMVにはリリー・フランキーが出演し、話題となる。
11月～12月、『バンド・デシネ』を携え、“More Pricks Than Kicks TOUR”（全9公演）を開催。
12月30日、“COUNTDOWN JAPAN 13/14”に出演。
2014年
4月1日、“京都磔磔における初期のドレスコーズ”の公演中にキングレコード／EVIL LINE RECORDSへの移籍を発表。
5月20日、“LIVE BURGER SPECIAL vol.3（Zepp Namba）”にてザ・クロマニヨンズとのツーマンライブを開催。
8月3日、“ROCK IN JAPAN FESTIVAL 2014”に出演。
8月17日、初の日比谷野外音楽堂ワンマン公演“ゴッドスピード・サマー・ヒッピーズ”を開催。
9月24日、EVIL LINE RECORDS移籍第1弾EP『Hippies E.P.』リリースと同時に4人体制での活動終了を発表。以降、志磨のソロプロジェクトとなる。
10月11日、出演が予定されていたイベント“MINAMI WHEEL 2014 EXTRA -MIDNIGHT EDITION-”のオープニングに志磨ひとりで登場。ラジカセ（リズムボックス）とギターだけで4曲を演奏。
12月10日、3rdアルバム『1（ワン）』をリリース。志磨による単独制作で、メンバー脱退後、約1か月間で完成までこぎつけた。
2015年
1月、『1』のリリースにともなう“Tour 2015 "Don't Trust Ryohei Shima"”（全3公演）にて、毛皮のマリーズ時代の楽曲も含んだセットリストを披露。ドレスコーズが「志磨のキャリアを総括したプロジェクト」となる。
5月4日の“JAPAN JAM BEACH 2015”、5月9日の“森、道、市場2015 ～モリハイヅコヘ～”において、志磨以外のバンドメンバーが全員女性からなる「dresscodes FEMME」で出演（ベースの栗本ヒロコとは毛皮のマリーズ解散後初共演となった）。以後ライブ、レコーディング毎にメンバーが流動的に出入りする、というスタイルでの活動を始める。
8月1日、“ROCK IN JAPAN FESTIVAL 2015”に出演し、OKAMOTO'Sをバックバンドに従えてパフォーマンスを披露。
10月21日、4thアルバム『オーディション』をリリース。
11月～12月、中村達也（ドラムス）、アヒト・イナザワ（ドラムス）、有島コレスケ（ベース）、そして元毛皮のマリーズの越川和磨（ギター）からなるメンバーで“Tour2015 "Don't Trust Ryohei Shima" JAPAN TOUR”（全6公演）を開催。
12月21日、オフィシャル・ファンサイト『ドレスコーズマガジン』創刊。
2016年
3月、「過去にあまり演奏されなかったレア曲のみ」を披露する“the dresscodes R.I.P. TOUR”（全6公演）を開催。ツアー期間中は一切セットリストが漏れなかったことも話題となった（観客には箝口令が敷かれていた）。
10月12日、フル3DCGアニメーション映画『GANTZ:O』（東宝）主題歌となる3rdシングル『人間ビデオ』をリリース。同作には志磨自らが出演した映画『溺れるナイフ』（GAGA、山戸結希監督作品）主題歌の「コミック・ジェネレイション」（毛皮のマリーズの楽曲を再録音したバージョン）も収録された。
12月24日、恵比寿The Garden Hallにてワンマンライブ“12月24日のドレスコーズ”を開催。以降、一部の年を除いて、クリスマスライブが恒例となる。
2017年
3月1日、5thアルバム『平凡』をリリース。
3月～4月、『平凡』を引っ提げ、“the dresscodes 2017 "meme" TOUR”（全8公演）を開催。
8月6日の“ROCK IN JAPAN FESTIVAL 2017”、9月2日の“OTODAMA'17～音泉魂～”では、“the dresscodes 2017 "meme"TOUR”のバンドメンバーである「ファンクギャング」を引き連れて出演。
2018年
1月～2月、初の舞台参加となる『三文オペラ』（KAAT、谷賢一作・演出）にて音楽監督・生演奏を担当。
4月1日、フォトグラファー・森好弘による写真集『1954』が発売。当時4人編成のドレスコーズが出演した2014年3月20日開催のライブ“赤いドレス”に始まり、4人体制最後の単独ライブとなった日比谷野外大音楽堂公演、単独体制となった志磨遼平の初ライブの様子などを捉えた写真が掲載されている。
5月9日、音楽監督を手がけた舞台『三文オペラ』の劇伴を音源化したアルバム『ドレスコーズの《三文オペラ》』をリリース。劇中では志磨が手がけた日本語詞の楽曲をキャストたちが歌っているが、同アルバムでは志磨が歌唱した音源を収録。
5月～6月、ライブツアー“dresscodes plays the dresscodes”（全7公演）を敢行。舞台『三文オペラ』に参加したことから着想を得て、ドレスコーズや毛皮のマリーズの楽曲を用いて大泥棒“マック・ザ・ナイフ”の生涯を描いていく、という音楽劇のような内容となった。
9月、前野健太とのツーマンツアー“秋の2マンイベント ＜ざくろ＞ 前野健太 × ドレスコーズ”（全3公演）を開催。
2019年
5月1日、6thアルバム『ジャズ』をリリース。
6月～7月、『ジャズ』を携え、“"THE END OF THE WORLD PARTY"TOUR”（全9公演）を開催。
7月10日、ももいろクローバーZの玉井詩織、TeddyLoidとのコラボレーション楽曲『コミック雑誌なんかいらない』（頭脳警察のカバー）が配信開始。7月15日には所属レーベル・EVIL LINE RECORDSによるライブイベント“EVIL LINE RECORDS 5th Anniversary FES."EVIL A LIVE"2019”で同曲が披露され、会場で販売されたコンピレーションアルバム『EVIL LINE RECORDS 5th Anniversary FES. ALBUM "EVIL A LIVE"』にも収録された。
10月30日、漫画家・手塚治虫の生誕90周年を記念したコンピレーションアルバム『NEW GENE, inspired from Phoenix』が発売され、ドレスコーズは志磨作詞・作曲の「循環進行/逆循環進行」で参加。
2020年
1月10日、配信シングル『ピーター・アイヴァース』をリリース。1月11日公開のアニメーション映画『音楽』（ロックンロール・マウンテン、岩井澤健治監督作品）の主題歌として書き下ろされた楽曲である。
4月15日、毛皮のマリーズ時代を含めて、志磨遼平メジャーデビュー10周年を記念したベストアルバム『ID10+（イディオット）』をリリース。メジャーデビュー以降の毛皮のマリーズ、ドレスコーズの楽曲に加え、菅田将暉への提供曲「りびんぐでっど」、奇妙礼太郎への提供曲「恋愛重症」のセルフカバーバージョンが収録された。
4月から5月にかけて、志磨のメジャーデビュー10周年を記念した東名阪ツアー“IDIOT TOUR 2020”（全3公演）が開催され、3公演すべて異なる内容のステージが繰り広げられる予定だったが、新型コロナウイルス感染症の感染予防および拡大防止のため、大阪公演・名古屋公演は延期ののち中止、東京公演は2021年3月31日に延期となった。
10月23日から11月3日にかけて上演された舞台『人類史』（KAAT、谷賢一作・演出）にて音楽監督を担当。
12月20日、恵比寿ザ・ガーデンホールにてワンマンライブ“12月20日のドレスコーズ-EBISU REGRET-”を開催。新型コロナウイルス感染拡大の影響により一部日程が中止となったツアー“IDIOT TOUR 2020”より、名古屋公演「NAGOYA QUIET」と大阪公演「OSAKA RIOT」の内容をダイジェスト形式で披露するものとなった。
2021年
3月31日、中野サンプラザホールにてワンマンライブ“志磨遼平「IDIOT TOUR 2020」-TOKYO IDIOT-”を開催。前年に敢行予定だったライブツアー“IDIOT TOUR 2020”の東京公演を約1年延期した末に開催する形となった。
4月7日、ニューアルバムとして『バイエル（I.）』を突如配信リリース。「練習曲」と題されたピアノによるインスト曲のみで構成されたアルバムで、志磨は「タイトルに（I.）とついているのは、これが『成長する』アルバムであるからです」とコメント。同月23日は『バイエル（II.）』が配信リリースされ、インストからボーカルトラックが加わった弾き語り作品へと変化し、「練習曲」で統一されていた楽曲名もそれぞれ異なるタイトルが付けられた。さらに、5月20日にはギターやドラムの音が加わった『バイエル（III.）』が配信リリースされた。
6月15日、『バイエル』の完成版が7thアルバムとして配信リリースされ、翌16日にはCD盤およびアナログ盤も発売。
6月、『バイエル』を携え、ライブツアー“《バイエル（変奏）》”（全6公演）を開催。ツアーのメンバーは一般公募から選ばれ、ツアー終了後には同メンバーでNHK総合の音楽番組『シブヤノオト』に出演し、「ピーター・アイヴァース」を披露した。
8月20日、“FUJI ROCK FESTIVAL 2021”に出演。志磨は2011年の毛皮のマリーズ時代以来、ドレスコーズとしては初めてのFUJI ROCK FESTIVAL出演となった。
12月から翌年1月にかけ、寺山修司による未上演の音楽劇『海王星』（PARCO劇場ほか、寺山修司作、眞鍋卓嗣演出）にて音楽監督・生演奏を担当。
2022年
4月27日、音楽監督を手がけた音楽劇『海王星』の劇中歌を音源化したアルバム『ドレスコーズの音楽劇《海王星》』をリリース。舞台のキャストではなく、志磨およびゲストミュージシャンが歌唱した音源が収録されている。
5月19日、ツーマンライブ企画を始動させ、その第1弾としてbetcover!!をゲストに迎え、“ドレスコーズ＋betcover!!”を渋谷CLUB QUATTROにて開催。翌20日には、同ライブで初演奏された配信シングル『エロイーズ』をリリース。
8月8日、ツーマンライブ企画第2弾、“ドレスコーズ＋柴田聡子inFIRE”を渋谷CLUB QUATTROにて開催。翌9日、同ライブで初演奏された配信シングル『聖者』をリリース。
10月19日、8thアルバム『戀愛大全』をリリース。11月18～20日にはアルバムのリリースを記念し、高円寺FAITHにてポップアップショップが開催された。
11月、『戀愛大全』を携え、“the dresscodes TOUR2022『戀愛遊行』”を開催（全7公演）。
2023年
2月4日、オールナイトイベント“BAYCAMP 202302”に出演し、ヘッドライナーを務める。
2月9日、おとぎ話主催の対バンツアー“RINNE”の大阪公演（梅田CLUB QUATTRO）に出演し、おとぎ話をバックバンドにパフォーマンスを披露。
2月10日、シングル『ドレミ』を配信リリース。3月17日公開の映画『零落』のために書き下ろした楽曲で、3月8日には7inchシングルとしてアナログ盤もリリースされ、アナログ盤のB面には劇中歌である「スーパー、スーパーサッド」が収録された。
3月2日、前年から続くツーマンライブ企画の第3弾として、“ドレスコーズ+天国旅行”を渋谷CLUB QUATTROにて開催。
5月10日、ツーマンライブ企画第4弾、“ドレスコーズ+小西康陽”を渋谷CLUB QUATTROにて開催。翌11日、同ライブで初演奏された配信シングル『最低なともだち』をリリース。
7月7日、配信シングル『少年セゾン』をリリース。
8月12日、“RISING SUN ROCK FESTIVAL 2023 in EZO”に出演し、def garageのトリを務める。台風の影響で出演キャンセルとなった2019年の雪辱を4年越しに果たす形となった。
9月13日、9thアルバム『式日散花』をリリース。
10月、『式日散花』を携え、“the dresscodes TOUR2023『散花奏奏』”（全7公演）を開催。
2024年
4月10日、配信シングル『キラー・タンゴ』をリリース。同曲はドラマ『奪われた僕たち』（毎日放送）の主題歌として書き下ろされ、ドラマ本編には志磨もテレビ局のプロデューサー・櫻井幸司として出演。
5月27日、ツーマンライブ企画第5弾、“ドレスコーズ+フー・ドゥ・ユー・ラブ”を渋谷CLUB QUATTROにて開催。
9月24日、志磨が自身初となる自叙伝『ぼくだけはブルー』（シンコー・ミュージック・エンタテインメント）を出版。
10月5日、テアトル新宿にてオールナイトイベント“odessa Midnight Movies vol.22 ドレスコーズ特集”が開催され、志磨がセレクトした短編映画『みみのなかのみず』（歌川恵子監督作品）、『打ち上げ花火、下から見るか? 横から見るか?』（岩井俊二監督作品）のほか、ドレスコーズのライブ映像作品『公民』『Don’t Trust Ryohei Shima<完全版＞』が上映された。
10月16日、配信シングル『ハッピー・トゥゲザー』をリリース。
11月、“the dresscodes TOUR 2024"Honeymoon"”（全7公演）を開催。9月に出版した自叙伝にもとづいたツアーで、志磨曰く“劇場版『ぼくだけはブルー』”という内容のセットリストとなった。
2025年
4月8日、ツーマンライブ企画第6弾、“ドレスコーズ+神聖かまってちゃん”を恵比寿LIQUIDROOMにて開催。10thアルバム『†』収録曲「ミスフィッツ」を初披露し、翌9日に同曲の先行配信がスタートした。
5月14日、10thアルバム『†』をリリース。
6月～7月、『†』を携え、“the dresscodes TOUR 2025 "grotesque human"”（全8公演）を開催。バンド史上最大規模のツアーとなった。さらに、国内ツアー終了後の7月13日には、追加公演として自身初の海外公演“the dresscodes TOUR 2025 extra live （the first Overseas Oneman Concert）”を上海・万代南梦宫にて開催。

## メンバー

### 現メンバー
志磨遼平（しま りょうへい、1982年3月6日 - ）- ボーカル
- 元毛皮のマリーズのボーカル。4人時代は共作のスタイルをとっていたが、現在すべての作詞・作曲を手がける。

### オリジナルメンバー（2012年 - 2014年9月）
丸山康太（まるやま こうた）- ギター
- 脱退後はLTD EXHAUST II、KISEKIなど複数のグループに所属しながら活動している。2017年からは踊ってばかりの国のメンバーとしても活動[102]。元メンバーのなかで唯一、脱退後もドレスコーズの活動への参加が一度もなく、その理由として志磨は「初期のドレスコーズは、やっぱり丸山さんなんですよ。だから軽々しく呼べない」という旨の発言をしている[103]。

山中治雄（やまなか はるお）- ベース
- ドレスコーズ加入前はQomolangma Tomatoに在籍していた。脱退後はワンマンツアー“the dresscodes 2017"meme"TOUR”(2017年）やツーマンライブ“ドレスコーズ＋betcover!!”（2022年）などでドレスコーズの活動に参加している[104][73]。

菅大智（すが だいち、1977年11月17日 - ）- ドラムス　
- ドレスコーズ結成以前から在籍していたゴールデンシルバーズ、電化アベジュリーのドラマーとして活動している。脱退後はアルバム『ジャズ』（2019年）のレコーディングや、“12月24日のドレスコーズ”（2016年、2019年）“12月20日のドレスコーズ-EBISU REGRET-”(2020年）などのクリスマスライブ、ワンマンライブ“志磨遼平「IDIOT TOUR 2020」-TOKYO IDIOT”（2021年）などでドレスコーズの活動に参加している[105]。

### 参加メンバー（2014年9月 - 現在）
オリジナルメンバーでの活動終了後はライブ、レコーディング毎にメンバーが異なり、複数のプレイヤーが集められることもあれば、既存のバンドに志磨がボーカルとして加わり「ドレスコーズ」を称するパターンもある。また、メンバー構成によってバンド名の呼称も異なっている。
以下、主な参加メンバーについて記載する。
越川和磨（こしかわ かずま、1981年10月2日 - ）- ギター
- 元毛皮のマリーズのギタリスト。ワンマンツアー“Tour 2015 "Don't Trust Ryohei Shima" JAPAN TOUR”（2015年）で、毛皮のマリーズ解散後初めて志磨と共演[35]。その後もワンマンライブ“12月24日のドレスコーズ”（2019年）、“12月20日のドレスコーズ-EBISU REGRET-”（2020年）、“志磨遼平『IDIOT TOUR 2020』-TOKYO IDIOT-”（2021年）などでドレスコーズの活動に参加[62][63]。配信シングル『ハッピー・トゥゲザー』（2024年）では初めてレコーディングメンバーとして参加し、ギターソロを担当している[107]。

栗本ヒロコ（くりもと ひろこ、1981年12月21日 - ）- ベース
- 元毛皮のマリーズのベーシスト。アルバム『1』（2014年）の一部楽曲でボーカル、コーラスとして参加し、アルバム『平凡』（2017年）でも一部楽曲でコーラスとして参加。そのほか野外フェスティバル“JAPAN JAM BEACH 2015”（2015年）やワンマンライブ“12月24日のドレスコーズ”（2016年）などでドレスコーズの活動に参加している[31][40]

有島コレスケ（ありしま これすけ）- ベース、ギター
- arko lemming、toldなどのメンバー[108]。アルバム『1』（2014年）にベースで参加して以降、『オーディション』（2015年）、『平凡』（2017年）、『ジャズ』（2019年）、『戀愛大全』（2022年）、『式日散花』（2023年）、『†』（2025年）など数多くの作品にベース、ギター、コーラスなどで参加。ライブにおいても、“Tour 2015 "Don’t Trust Ryohei Shima"”（2015年）以降、“Tour 2015 "Don’t Trust Ryohei Shima" JAPAN TOUR”（2015年）、“the dresscodes 2017 "meme" TOUR”（2017年）、“dresscodes plays the dresscodes”（2018年）、“"THE END OF THE WORLD PARTY"TOUR”（2019年）、“the dresscodes TOUR2022『戀愛遊行』”（2022年）、“the dresscodes TOUR2023『散花奏奏』”（2023年）、“the dresscodes TOUR 2024"Honeymoon"”（2024年）など多数参加しており、もっとも主要なメンバーのひとりといえる[30][35][109][49][53][79][90][110]。

長谷川智樹（はせがわ ともき、1958年7月19日 - ）- キーボード、ピアノ、シンセサイザー、ギターなど
- 4人体制最後の作品である『Hippies E.P.』（2014年）の一部楽曲に編曲者として参加。その後、アルバム『1』（2014年）ではほぼ全曲の編曲に携わり、キーボード、ギターなどを担当。『オーディション』（2015年）でも一部楽曲にキーボード、ピアノで参加している。ライブでは“Tour 2015 "Don’t Trust Ryohei Shima"”（2015年）、“12月24日のドレスコーズ”（2016年）などに参加[30][40]。志磨からは敬意を込めて「先生」と呼ばれている。

ビートさとし（びーと さとし）- ドラムス
- skillkillsのドラマー。アルバム『平凡』（2017年）のレコーディングでドレスコーズの活動に初参加し、その後も『ジャズ』（2019年）、『バイエル』（2021年）、『戀愛大全』（2022年）、『式日散花』（2023年）、『†』（2025年）にレコーディングメンバーとして参加。ライブにおいても、“the dresscodes 2017 "meme" TOUR”（2017年）、“12月23日のドレスコーズ”（2018年）、“志磨遼平『IDIOT TOUR 2020』-TOKYO IDIOT-”（2021年）、“the dresscodes TOUR2022『戀愛遊行』”（2022年）、“the dresscodes TOUR2023『散花奏奏』”（2023年）、“the dresscodes TOUR 2024"Honeymoon"”（2024年）などに参加しており、もっとも主要なドラマーといえる[109][111][63][79][90][110]。

中村圭作（なかむら けいさく）- キーボード、ピアノ、シンセサイザーなど
- 4人体制時のアルバム『バンド・デシネ』（2013年）の一部楽曲にピアノおよびキーボードで参加し、その後『オーディション』（2015年）、『平凡』（2017年）、『ジャズ』（2019年）、『バイエル』（2021年）、『戀愛大全』（2022年）、『式日散花』（2023年）、『†』（2025年）などにレコーディングメンバーとして参加。ライブにおいても、“ROCK IN JAPAN FESTIVAL 2016”（2016年）、“12月20日のドレスコーズ-EBISU REGRET-”（2020年）、“志磨遼平『IDIOT TOUR 2020』-TOKYO IDIOT-”（2021年）、“the dresscodes TOUR2022『戀愛遊行』”（2022年）、the dresscodes TOUR2023『散花奏奏』”（2023年）、“the dresscodes TOUR 2024"Honeymoon"”（2024年）などでドレスコーズの活動に参加している[112][62][63][79][90][110]。

田代祐也（たしろ ゆうや）- ギター
- バンドメンバーが一般公募されたワンマンツアー“《バイエル（変奏）》”（2021年）でドレスコーズの活動に初参加[68]。その後、アルバム『戀愛大全』（2022年）、『式日散花』（2023年）、『†』（2025年）のレコーディングや、ワンマンツアー“the dresscodes TOUR2022『戀愛遊行』”（2022年）、“the dresscodes TOUR2023『散花奏奏』”（2023年）“the dresscodes TOUR 2024"Honeymoon"”（2024年）などでもギタリストとして参加している[79][90][110]。

ピエール中野（ぴえーる なかの、1980年7月18日 - ）- ドラムス
- 凛として時雨のドラマー。アルバム『オーディション』（2015年）においてほぼすべての楽曲のドラムスを担当[34]。その後、シングル『人間ビデオ』（2016年）のレコーディングに参加し、ロックフェスティバル“COUNTDOWN JAPAN 16/17”（2016年）にも同曲のレコーディングメンバーで出演を果たした[113]。

沙田瑞紀（ますだ みずき、1991年3月12日 - ）- ギター
- 現miidaのメンバー、元ねごとのギタリスト[114]。野外フェスティバル“JAPAN JAM BEACH 2015”、“森、道、市場2015 ～モリハイヅコヘ～”（ともに2015年）にギタリストとして参加[31][32]。その後、アルバム『オーディション』（2015年）の一部楽曲にも参加している[34]。

おとぎ話
- 志磨の単独体制になって初のワンマンツアー“Tour 2015 "Don’t Trust Ryohei Shima"”（2015年）にギターの牛尾健太、ドラムスの前越啓輔が参加[30]。牛尾はアルバム『オーディション』（2015年）や『ジャズ』（2019年）の一部楽曲にも参加している[34]。また、ワンマンツアー“the dresscodes R.I.P. TOUR”（2016年）や、おとぎ話主催の対バンライブ“「ISLAY」リリースパーティ＜New Moon，New Moon ～ドラマとドラマ～＞”（2016年）、“RINNE”（2023年）ではメンバー4人全員でドレスコーズの演奏を務めるなど、バンドぐるみでたびたび共演をしている[37][115][116]。

OKAMOTO'S
- 野外フェスティバル“ROCK IN JAPAN FESTIVAL 2015”、“OTODAMA'15～音泉魂～”（ともに2015年）においてメンバー4人全員でドレスコーズの演奏を務める[117]。ギターのオカモトコウキはアルバム『オーディション』（2015年）の一部楽曲にも参加している[34]。

THE NOVEMBERS
- ライブサーキット“Date fmMEGA☆ROCKS'15”、Plastic Tree主催イベント“虚を捨てよ、町へ出よう”（ともに2015年）においてメンバー4人全員でドレスコーズの演奏を務める[118]。ギターのケンゴマツモトはアルバム『ジャズ』（2019年）、『バイエル』（2021年）のレコーディングや、ワンマンライブ“12月23日のドレスコーズ”（2018年）、“12月20日のドレスコーズ-EBISU REGRET-”（2020年）、“12月21日のドレスコーズ”（2022年）などでもドレスコーズの活動に参加している[66][111][62][119]。

## 作品

### 配信限定シングル
|     | 配信日         | タイトル               | 収録アルバム |
| --- | -------------- | ---------------------- | ------------ |
| 1st | 2020年1月10日  | ピーター・アイヴァース | バイエル     |
| 2nd | 2022年5月20日  | エロイーズ             | 戀愛大全     |
| 3rd | 2022年8月9日   | 聖者                   | 戀愛大全     |
| 4th | 2023年5月11日  | 最低なともだち         | 式日散花     |
| 5th | 2023年7月7日   | 少年セゾン             | 式日散花     |
| 6th | 2024年4月10日  | キラー・タンゴ         | †            |
| 7th | 2024年10月16日 | ハッピー・トゥゲザー   | †            |

### 映像作品
|     | 発売日         | タイトル                                                                      | 規格                               | 規格品番                                                                     |
| --- | -------------- | ----------------------------------------------------------------------------- | ---------------------------------- | ---------------------------------------------------------------------------- |
| 1st | 2015年4月1日   | “Don't Trust Ryohei Shima”TOUR<完全版>                                        | DVD                                | KIBM-502                                                                     |
| 2nd | 2016年5月11日  | SWEET HAPPENING ～the dresscodes 2015 “Don't Trust Ryohei Shima” JAPAN TOUR～ | Blu-ray DVD                        | KIXM-230 KIBM-563                                                            |
| 3rd | 2017年8月23日  | 国家／公民                                                                    | Blu-ray DVD                        | NXD-1024（完全受注生産版『国家』） KIXM-289（『公民』） KIBM-669（『公民』） |
| 4th | 2018年10月17日 | どろぼう 〜dresscodes plays the dresscodes〜                                  | Blu-ray DVD                        | NXD-1034（特装版） KIXM-341 KIBM-747                                         |
| 5th | 2019年11月20日 | ルーディエスタ／アンチクライスタ the dresscodes A.K.A. LIVE!                  | Blu-ray DVD                        | NXD-1052（特装盤） KIXM-396 NBD-162（特装盤） KIBM-805                       |
| 6th | 2021年9月21日  | ID10+TOUR                                                                     | Blu-ray3枚組 Blu-ray2枚組 DVD2枚組 | NXD-1067/9（特装盤） KIXM-462/3 KIBM-873/4                                   |
| 7th | 2021年12月24日 | バイエル（変奏）                                                              | Blu-ray DVD                        | KIXM-479 KIBM-896                                                            |
| 8th | 2023年4月19日  | ドレスコーズの味園ユニバース                                                  | Blu-ray DVD                        | NXD-1082（特装盤） KIXM-530 KIBM-956                                         |
| 9th | 2024年3月20日  | the dresscords TOUR2023「散花奏奏」                                           | Blu-ray DVD                        | NXD-1093（数量限定生産版） KIXM-565 KIBM-992                                 |

### 参加作品
| 発売日         | タイトル                                                                           | 収録曲 |
| -------------- | ---------------------------------------------------------------------------------- | --- |
| 2015年7月22日  | 女王蜂『失神』                                                                     | 売旬 feat・志磨遼平（ドレスコーズ） |
| 2015年12月2日  | TeddyLoid『SILENT PLANET』                                                         | はじらい Like A Girl feat. 志磨遼平 from the dresscodes |
| 2017年9月13日  | T・レックス・トリビュート ～Sitting Next To You～ presented by Rama Amoeba         | Dreamy Lady/志磨遼平（ドレスコーズ） feat. 越川和磨（THE STARBEMS） |
| 2018年3月21日  | エレファントカシマシ カヴァーアルバム3 ～A Tribute To The Elephant Kashimashi～    | ヒトコイシクテ、アイヲモトメテ |
| 2019年7月15日  | V.A.『EVIL LINE RECORDS 5th Anniversary FES. ALBUM“EVIL A LIVE”』                  | DISC 1：NEW COLLABORATION TRACKS コミック雑誌なんかいらない/玉井詩織（ももいろクローバーZ）×ドレスコーズ×TeddyLoid DISC 2：EVIL LINE RECORDS" COMPILATION ALBUM 人間ビデオ |
| 2019年10月30日 | 手塚治虫生誕90周年記念 火の鳥 COMPILATION ALBUM『NEW GENE、inspired from Phoenix』 | 循環進行/逆循環進行 |
| 2021年3月31日  | 映画『ゾッキ』オリジナル・サウンドトラック                                         | ひとつも愛など |
| 2023年8月23日  | ヒプノシスマイク『The Block Party -HOODs-』                                        | 白と黒/天谷奴零（黒田崇矢）、入間銃兎（駒田航） |
| 2023年9月20日  | V.A.『乙女の儚夢 NOEL』                                                            | 冬のサナトリウム |
| 2024年5月4日   | V.A『EVIL LINE RECORDS 10th Anniversary FES. “EVIL A LIVE” 2024』（来場特典CD）    | 雲雀の舌のゼリー寄せ/特撮×ドレスコーズ×イヤホンズ |

### その他の作品
- 写真集『1954』（2018年4月1日）
- カセットテープ＆寄稿集『バイエル（改造）』（2021年12月24日）

## タイアップ一覧
| 使用年 | 曲名                       | タイアップ                                                            |
| ------ | -------------------------- | --------------------------------------------------------------------- |
| 2012年 | Trash                      | 東映配給映画『苦役列車』主題歌                                        |
| 2012年 | Lolita                     | TBS系『スーパーサッカー』2012年12月度・2013年1月度エンディングテーマ  |
| 2012年 | Lolita                     | 全国音楽情報TV『MUSIC B.B.』 2012年12月度オープニングテーマ           |
| 2012年 | Lolita                     | テレビ神奈川『音楽缶』2012年12月度オープニングテーマ                  |
| 2012年 | Lolita                     | チバテレ『MUSIC LAUNCHER』2012年12月度オープニングテーマ              |
| 2012年 | Lolita                     | テレビ愛知『a-ha-N Music Channel』2012年12月度エンディングテーマ      |
| 2012年 | レモンツリー               | NHK-FM『ミュージックライン』2012年12月・2013年1月度エンディングテーマ |
| 2013年 | トートロジー               | フジテレビ系アニメ『トリコ』エンディングテーマ（第112話 - 第123話）   |
| 2014年 | Ghost                      | テレビ埼玉ほか『竹山ロックンロール』エンディングテーマ                |
| 2014年 | スーパー、スーパーサッド   | フジテレビ系『魁!音楽番付 Eight』エンディングテーマ                   |
| 2016年 | 人間ビデオ                 | 東宝映像事業部配給アニメ映画『GANTZ:O』主題歌                         |
| 2016年 | コミック・ジェネレイション | ギャガ配給映画『溺れるナイフ』主題歌                                  |
| 2019年 | Bon Voyage                 | BSテレ東ドラマ『やじ×きた 元祖・東海道中膝栗毛』主題歌                |
| 2020年 | ピーター・アイヴァース     | アニメ映画『音楽』主題歌                                              |
| 2022年 | エロイーズ                 | クレムドアン「クリームシャンプー」CMソング                            |
| 2022年 | エロイーズ                 | テレビ東京系『プレミアMelodiX!』2022年5月度エンディングテーマ         |
| 2022年 | 聖者                       | NHK-FM『ミュージックライン』2022年8・9月度オープニングテーマ          |
| 2023年 | ドレミ                     | 日活、ハピネットファントム・スタジオ配給映画『零落』主題歌            |
| 2023年 | 最低なともだち             | BSテレ東ドラマ『たそがれ優作』主題歌                                  |
| 2023年 | 襲撃                       | テレビ東京系『ゴッドタン』2023年10月度エンディングテーマ              |
| 2024年 | キラー・タンゴ             | MBSドラマフィル『奪われた僕たち』主題歌                               |

## 出演

### ラジオ
- 真夜中のドレスコーズ（CROSS FM マンスリープログラム、2012年）
- ドレスコーズの埼玉アンデパンダン（NACK5、2013年）

### 舞台
- KAAT神奈川芸術劇場プロデュース「三文オペラ」（2018年1月23日 - 2月4日、KAAT神奈川芸術劇場ホール / 2月10日、札幌市教育文化会館 大ホール） -　音楽監督および生演奏を担当。
- 音楽劇「海王星」（2021年12月6日 - 30日、PARCO劇場 / 2022年1月8日 - 10日、森ノ宮ピロティホール / 1月15 - 16日、オーバード・ホール / 1月19日、東京エレクトロンホール宮城 / 1月23日、弘前市民会館 大ホール / 1月27日、日本特殊陶業市民会館 フォレストホール ） - 音楽監督および生演奏を担当。